# Ravensburg Razorbacks 2022
Questa voce raccoglie le informazioni riguardanti i Ravensburg Razorbacks nelle competizioni ufficiali della stagione 2022.

## German Football League 2022

### Stagione regolare
| Francoforte sul Meno 21 maggio 2022, ore 16:01 1ª giornata | Frankfurt Universe | 7 – 66 (0-21 7-19 0-20 0-6) referto | Ravensburg Razorbacks | PSD Bank Arena (586 spett.)\| Arbitro: \| T. Nabinger \| |
| Arbitro:                                                   | T. Nabinger        |                                     |                       |                                                          |

| Weingarten 29 maggio 2022, ore 15:00 2ª giornata | Ravensburg Razorbacks | 19 – 55 (0-21 7-20 6-7 6-7) referto | Schwäbisch Hall Unicorns | Lindenhofstadion (1340 spett.)\| Arbitro: \| Maurer \| |
| Arbitro:                                         | Maurer                |                                     |                          |                                                        |

| Kempten 12 giugno 2022, ore 15:00 4ª giornata | Allgäu Comets | 48 – 20 (10-0 18-7 0-7 20-6) referto | Ravensburg Razorbacks | Illerstadion (869 spett.)\| Arbitro: \| Klaiber \| |
| Arbitro:                                      | Klaiber       |                                      |                       |                                                    |

| Weingarten 19 giugno 2022, ore 15:00 5ª giornata | Ravensburg Razorbacks | 18 – 35 (0-7 0-14 12-7 6-7) referto | Straubing Spiders | Lindenhofstadion (987 spett.)\| Arbitro: \| Fischer \| |
| Arbitro:                                         | Fischer               |                                     |                   |                                                        |

| Schwäbisch Hall 2 luglio 2022, ore 17:03 7ª giornata | Schwäbisch Hall Unicorns | 49 – 17 (28-0 7-17 7-0 7-0) referto | Ravensburg Razorbacks | Optima Sportpark (1316 spett.)\| Arbitro: \| Nabinger \| |
| Arbitro:                                             | Nabinger                 |                                     |                       |                                                          |

| Weingarten 17 luglio 2022, ore 15:00 8ª giornata | Ravensburg Razorbacks | 24 – 24 (0-14 3-10 13-0 8-0) referto | Munich Cowboys | Lindenhofstadion (1463 spett.)\| Arbitro: \| Fischer \| |
| Arbitro:                                         | Fischer               |                                      |                |                                                         |

| Straubing 23 luglio 2022, ore 15:00 9ª giornata | Straubing Spiders | 49 – 28 (21-6 7-7 14-7 7-8) referto | Ravensburg Razorbacks | VfB-Stadion am Peterswöhrd (1438 spett.)\| Arbitro: \| Klaiber \| |
| Arbitro:                                        | Klaiber           |                                     |                       |                                                                   |

| Weingarten 30 luglio 2022, ore 19:00 10ª giornata | Ravensburg Razorbacks | 36 – 49 (7-7 7-14 0-14 22-14) referto | Allgäu Comets | Lindenhofstadion (1613 spett.)\| Arbitro: \| Fischer \| |
| Arbitro:                                          | Fischer               |                                       |               |                                                         |

| Weingarten 21 agosto 2022, ore 15:00 12ª giornata | Ravensburg Razorbacks | 28 – 62 (7-7 7-21 7-21 7-13) referto | Saarland Hurricanes | Lindenhofstadion (1133 spett.)\| Arbitro: \| Maurer \| |
| Arbitro:                                          | Maurer                |                                      |                     |                                                        |

| Marburgo 28 agosto 2022, ore 15:03 13ª giornata | Marburg Mercenaries | 24 – 14 (7-14 17-0 0-0 0-0) referto | Ravensburg Razorbacks | Georg-Gaßmann-Stadion (550 spett.)\| Arbitro: \| Schrader \| |
| Arbitro:                                        | Schrader            |                                     |                       |                                                              |

## Statistiche di squadra
| Competizione      | %Vittorie | In casa | In casa | In casa | In casa | In casa | In casa | In trasferta | In trasferta | In trasferta | In trasferta | In trasferta | In trasferta | Totale | Totale | Totale | Totale | Totale | Totale |
| Competizione      | %Vittorie | G       | V       | N       | P       | Pf      | Ps      | G            | V            | N            | P            | Pf           | Ps           | G      | V      | N      | P      | Pf     | Ps     |
| ----------------- | --------- | ------- | ------- | ------- | ------- | ------- | ------- | ------------ | ------------ | ------------ | ------------ | ------------ | ------------ | ------ | ------ | ------ | ------ | ------ | ------ |
| Stagione regolare | .150      | 5       | 0       | 1       | 4       | 125     | 225     | 5            | 1            | 0            | 4            | 145          | 177          | 10     | 1      | 1      | 8      | 270    | 402    |
| Totale            | .150      | 5       | 0       | 1       | 4       | 125     | 225     | 5            | 1            | 0            | 4            | 145          | 177          | 10     | 1      | 1      | 8      | 270    | 402    |

## Statistiche personali

### Marcatori
| Giocatore       | Ruolo | TD rush | TD recv | TD int | TD p.ret | TD k.ret | TD oth | Xp1 | Xp2 | FG | Saf | Totale |
| --------------- | ----- | ------- | ------- | ------ | -------- | -------- | ------ | --- | --- | -- | --- | ------ |
| McFerren        |       | 13      | 0       | 0      | 0        | 0        | 0      | 0   | 0   | 0  | 0   | 78     |
| Kearns          |       | 0       | 10      | 0      | 0        | 0        | 0      | 0   | 1   | 0  | 0   | 62     |
| Mi. Mayer       |       | 0       | 4       | 0      | 0        | 0        | 0      | 0   | 0   | 0  | 0   | 24     |
| J. Zachery      |       | 0       | 3       | 0      | 0        | 0        | 0      | 0   | 2   | 0  | 0   | 22     |
| T. Mueller      |       | 0       | 3       | 0      | 0        | 0        | 0      | 0   | 0   | 0  | 0   | 18     |
| L. Diez         |       | 0       | 0       | 0      | 0        | 0        | 0      | 14  | 0   | 1  | 0   | 17     |
| L. Smrcek       |       | 0       | 2       | 0      | 0        | 0        | 0      | 0   | 0   | 0  | 0   | 12     |
| M. Lindblom     |       | 0       | 0       | 0      | 0        | 0        | 0      | 8   | 0   | 1  | 0   | 11     |
| Chmela          |       | 0       | 1       | 0      | 0        | 0        | 0      | 0   | 1   | 0  | 0   | 8      |
| Edwards-Steward |       | 0       | 0       | 1      | 0        | 0        | 0      | 0   | 0   | 0  | 0   | 6      |
| N. Morgan       |       | 1       | 0       | 0      | 0        | 0        | 0      | 0   | 0   | 0  | 0   | 6      |
| M. Nkule        |       | 1       | 0       | 0      | 0        | 0        | 0      | 0   | 0   | 0  | 0   | 6      |

### Passer rating
| Giocatore  | G  | Att | Comp | Int | Yds  | TD | NFL    | NCAA   |
| ---------- | -- | --- | ---- | --- | ---- | -- | ------ | ------ |
| Bjerre     | 6  | 212 | 137  | 6   | 1857 | 16 | 105,80 | 157,45 |
| M. O'Meara | 10 | 142 | 77   | 8   | 986  | 7  | 69,16  | 117,55 |
| T. Mueller | 10 | 3   | 2    | 0   | 15   | 0  |        |        |
| McFerren   | 10 | 1   | 0    | 0   | 0    | 0  |        |        |
| J. Zachery | 10 | 0   | 0    | 0   | 0    | 0  |        |        |